# (1613) Smiley
(1613) Smiley – planetoida z pasa głównego asteroid okrążająca Słońce w ciągu 4 lat i 193 dni w średniej odległości 2,74 au. Została odkryta 16 września 1950 roku w Observatoire Royal de Belgique w Uccle przez Sylvaina Arenda. Nazwa planetoidy pochodzi od Charlesa Hugh Smileya (1903–1977), amerykańskiego astronoma. Przed nadaniem nazwy planetoida nosiła oznaczenie tymczasowe (1613) 1950 SD.